# Chuyến bay 015 của Korean Air Lines
Chuyến bay 015 của Korean Air Lines (KAL015/KE015) là một chuyến bay theo lịch trình từ sân bay quốc tế Los Angeles ở Los Angeles, California, Hoa Kỳ đến sân bay quốc tế Kimpo ở Seoul, Hàn Quốc với một điểm dừng ở Anchorage, Alaska, Hoa Kỳ, đã bị rơi khi đang cố hạ cánh vào ngày 19 tháng 11 năm 1980. Trong số 226 hành khách và phi hành đoàn trên máy bay, 14 người đã thiệt mạng trong vụ tai nạn.

## Tai nạn
Tầm nhìn 1.000 m trong sương mù khi chiếc 747 tiến đến Đường băng 14 tại Sân bay Quốc tế Kimpo. Phi công đã báo cáo sự cố với các điều khiển ngay trước khi máy bay chạm xuống ngưỡng 90 mét và tiếp xúc với một con dốc đắp. Khoang chở hàng của máy bay bị vỡ sau khi thiết bị hạ cánh chính được đẩy vào đó. Chuyến bay 015 trượt xuống đường băng trên bụng và một đám cháy bùng phát. Máy bay đã được sơ tán nhưng 6 phi hành đoàn và 8 hành khách đã thiệt mạng trong vụ tai nạn và 4 hành khách bị thương nặng.